# جاكلين أندريه
جاكلين أندريه (بالفرنسية: Jacqueline André)‏ هي منافسة ألعاب القوى فرنسية، ولدت في 29 أغسطس 1946 في نانت في فرنسا.
شاركت في سباق 100 متر في دورة الألعاب الأولمبية الصيفية 1972، لكنها فشلت في الوصول إلى النهائي.

## وصلات خارجية
- جاكلين أندريه على موقع الاتحاد الفرنسي لألعاب القوى (الفرنسية)
- جاكلين أندريه على موقع اللجنة الأولمبية الدولية (الإنجليزية)
- جاكلين أندريه على موقع أوليمبيديا (الإنجليزية)